# Joseph Eduard Wessely
Pour les articles homonymes, voir Wessely (homonymie).
Joseph Eduard Wessely (né le 8 mai 1826 à Welletau, royaume de Bohême et mort le 17 mars 1895 à Brunswick) est un historien de l'art germano-bohémien. Sa spécialité est l'histoire de la gravure.

## Biographie
Le fils du propriétaire du moulin Franz Wessely et d'Anna Falta commence à étudier la théologie et la littérature classique, la philologie grecque, l'esthétique, l'histoire de la philologie et l'histoire de l'État à l'Université de Prague en 1843 après le lycée de Jungbunzlau. C'est là qu'il entre le 1er octobre 1845 dans l'ordre des chevaliers de la croix à l'étoile rouge, où il est ordonné prêtre en 1850.
Son goût pour l'art, qui existe depuis sa jeunesse, est soutenu par le Grand Maître de son ordre, et ainsi Wessely peut étudie à l'Académie des peintres de Prague et, en 1856, entreprendre un voyage d'étude d'un an dans les états italiens. L'art de la gravure sur cuivre et de la gravure à l'eau-forte allait devenir le point fort de son travail artistique et scientifique. Après avoir été nommé curé de l'église Saint-Charles-Borromée de Vienne en 1861, Wessely s'occupe en parallèle intensivement de la collection d'art de l'Albertina. À partir de 1865, un autre voyage d'étude dans les sites d'art les plus importants d'Europe suit. Parallèlement, il commence son activité littéraire.

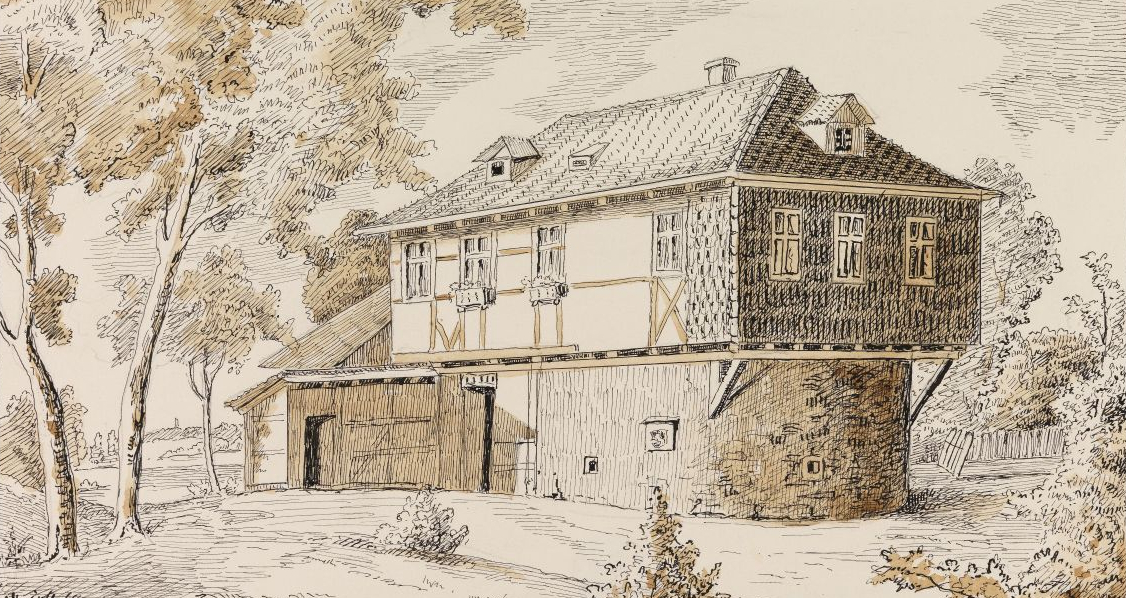
Dessin de Joseph Eduard Wessely, avant 1878, représentant la maison-atelier de Pascha Johann Friedrich Weitsch.

En 1866, Wessely démissionne de l'ordre et se convertit à l'église évangélique. Dans le même temps, il quitte l'Autriche et s'installe désormais en Prusse, où il vit d'abord des revenus de ses publications. Le 1er janvier 1869, il prend finalement un poste de diététicien à la salle des estampes royales des Musées royaux de Berlin et y est nommé le 1er janvier 1869, où il est nommé assistant de direction le 1er mai 1877. Mais à peine quelques mois plus tard, le musée Herzog Anton Ulrich de Brunswick nomme Wessely comme successeur du graveur sur cuivre Friedrich Knolle (de), décédé en juillet, où il doit poursuivre la réorganisation de la collection de cuivres que Knolle a commencée. Après une longue période de réflexion, Wessely démissionne finalement le 1er avril 1878 et prend le poste d'inspecteur de musée à Brunswick.
En plus de son travail de catalogage de la collection de gravures sur cuivre, Wessely développe désormais une activité littéraire animée. Il écrit de nombreuses monographies sur des graveurs importants ainsi que des manuels et des manuels, des répertoires et des livres spécialisés sur l'art de la gravure sur cuivre. Beaucoup de ses publications reçoivent beaucoup d'attention dans diverses encyclopédies, journaux et magazines ainsi que dans l'Allgemeine Deutsche Biographie.
Joseph Eduard Wessely est marié à Katharina Bourdet née Tille, la veuve de son ami le peintre paysagiste Karl Joseph Bourdet (1828-1859). Wessely décède des suites d'un accident vasculaire cérébral. Il laisse derrière lui sa femme et ses cinq enfants, dont certains, comme le peintre et aquarelliste Carl Josef Alois Bourdet (de) (1851-1928), issus du premier mariage de sa femme.

## Éditions
- Jan de Visscher und Lambert Visscher: Verzeichniss ihrer Kupferstiche. Leipzig 1866.
- Das Grundprincip des deutschen Rhythmus auf der Höhe des neunzehnten Jahrhunderts. Leipzig 1866.
- Abraham Blooteling: Verzeichniss seiner Kupferstiche und Schabkunst-Blätter. Leipzig 1867.
- Die Gestalten des Todes und des Teufels in der darstellenden Kunst. Leipzig 1867.
- Iconographie Gottes und der Heiligen. Leipzig 1874.
- Die deutschen Maler-Radirer (Peintres-Graveurs) des neunzehnten Jahrhunderts, nach ihren Leben und Werken. Band 5, 1877 (in Fortsetzung des Werkes von Andreas Andresen).
- Kritische Verzeichnisse von Werken hervorragender Kupferstecher. Band 1: Georg Friedrich Schmidt. Verzeichniss seiner Stiche und Radirungen. Haendcke & Lehmkuhl, Hamburg 1887.
- Adriaen van Ostade. Verzeichniss seiner Originalradirungen und der graphischen Nachbildungen. Leipzig 1888.
- Artikel in der Allgemeinen Deutschen Biographie